# Cerylon kabwense
Cerylon kabwense là một loài bọ cánh cứng trong họ Cerylonidae. Loài này được Pope miêu tả khoa học năm 1955.